# 普林斯頓 (緬因州)
普林斯頓（英語：Princeton）是一個位於美國緬因州華盛頓縣的鎮。

## 人口
根據2020年美國人口普查的數據，普林斯頓的面積為108.24平方千米，當中陸地面積為95.44平方千米，而水域面積為12.79平方千米。當地共有人口745人，而人口密度為每平方千米7人。